# NatWest
National Westminster Bank Plc – brytyjski bank uniwersalny działający pod marką NatWest, będący częścią The Royal Bank of Scotland Group.
Bank powstał w 1968 roku w wyniku połączenia National Provincial Bank (zał. 1833) oraz Westminster Bank (zał. 1836). W 2000 roku NatWest został nabyty za kwotę 21 mld funtów przez The Royal Bank of Scotland Group (właściciela The Royal Bank of Scotland), co było największym tego typu przejęciem w brytyjskiej historii.
W 2014 roku NatWest był trzecim pod względem liczby placówek bankiem w Wielkiej Brytanii (po Barclays i Lloyds Bank), posiadając około 1300 oddziałów (w 2000 roku – 1700, w 2010 roku – 1550).